# 마이크로티칭
마이크로티칭(microteaching)은 수업 내용, 학생, 수업 시간 등을 소규모로 축소하여 관찰자(수업분석자)가 교사(교수자)의 수업 내용을 관찰하고 분석하여 교사의 수업 개선에 도움을 주는 것을 말한다. 이 과정에서 수업의 일부 혹은 전부를 캠코더로 촬영하여 수업 분석에 이용하기도 한다. 이 때문에 간혹 수업을 촬영하고 분석하는 것을 마이크로티칭이라고 잘못 부르는 사람들도 있다. 일부 마이크로티칭 관련 연구 중 일부는 수업을 녹음하여 소리를 분석한 사례도 있다. 가급적 마이크로티칭에서는 한 가지 수업 기술의 연습 및 향상을 목적으로 하는 것이 좋다. 또한 수업 전 관찰자(수업분석자)와 교사(교수자)는 서로 협의하여 어떤 점을 주로 관찰하고 분석할 것인지 협의를 해야 한다. 협의한 내용을 바탕으로 수업을 하고, 관찰 및 분석하여 수업 개선에 도움이 되도록 한다.